# Mijakinszki járás
A Mijakinszki járás (oroszul Миякинский район, baskír nyelven Миәкә районы) Oroszország egyik járása a Baskír Köztársaságban, székhelye Kirgiz-Mijaki falu.

## Népesség
- 1970-ben 39 999 lakosa volt, melyből 18 344 tatár (46%), 10 795 baskír (27%).
- 1989-ben 38 274 lakosa volt, melyből 16 731 tatár (55,3%), 7708 baskír (25,5%).
- 2002-ben 31 789 lakosa volt, melyből 14 126 baskír (44,44%), 12 116 tatár (38,11%), 3090 csuvas, 1812 orosz (5,7%).
- 2010-ben 28 224 lakosa volt, melyből 12 047 baskír (43%), 11 091 tatár (39,6%), 2611 csuvas (9,3%), 1706 orosz (6,1%), 302 ukrán, 18 mordvin, 16 mari, 5 fehérorosz, 3 udmurt.

| Lakosok száma | 51 764 | 40 140 | 30 274 | 31 349 | 28 224 | 27 492 | 26 636 | 25 943 | 25 212 | 24 272 |
|               | 1939   | 1970   | 1989   | 2008   | 2010   | 2012   | 2014   | 2016   | 2018   | 2021   |